# Solberg, Sörviken och Vålbacken
Solberg, Sörviken och Vålbacken var från 1990 till 2023 en av SCB avgränsad och namnsatt småort i Östersunds kommun i Jämtlands län. Småorten omfattade bebyggelse i de sammanväxta byarna Solberg och Sörviken i Brunflo distrikt (Brunflo socken) samt Vålbacken i Lockne distrikt (Lockne socken). Vid avgränsningen 2023 klassades området som en del av tätorten Marieby.